# Macratria bipunctata atrata
Macratria bipunctata atrata es una subespecie de coleóptero de la familia Anthicidae.

## Distribución geográfica
Habita en Japón.